# آسامی سانادا
آسامی سانادا (انگلیسی: Asami Sanada; ۸ سپتامبر ۱۹۷۷ – ) صداپیشه، و بازیگر اهل ژاپن بود. وی از سال ۱۹۹۹ میلادی تاکنون مشغول فعالیت بوده‌است.